# Washington Grove
Washington Grove – miasto w Stanach Zjednoczonych, w stanie Maryland, w hrabstwie Montgomery.